# 巴统条约
巴統條約是1918年6月4日奥斯曼帝国與亞美尼亞民主共和國、亞塞拜然民主共和國和喬治亞民主共和國在巴统簽署的條約，條約結束鄂圖曼帝國與三方敵對狀態。